# Waldtraut Schrickel
Waldtraut Schrickel (* 24. August 1920 in Gräfentonna; † 18. August 2009 in Dresden) war eine deutsche Prähistorikerin.

## Leben
Waldtraut Schrickel wurde im thüringischen Gräfentonna geboren und verbrachte ihre Jugend in Dresden. Sie studierte Geschichte, Urgeschichte und Geographie in Jena, Königsberg, München und Leipzig. 1944 promovierte sie an der Universität Leipzig im Fach Geschichte bei Erich Maschke zum Thema Deutsche Fürstentöchter in östlichen Herrscherhäusern des Mittelalters (Przemysliden, Piasten, Arpaden). Bereits während des Studiums und auch noch nach Ende des Zweiten Weltkriegs war sie als Lehrerin tätig. 1946/47 erwarb sie das Staatsexamen. Ab 1945 war sie am Vorgeschichtlichen Museum der Friedrich-Schiller-Universität Jena, Institut für prähistorische Archäologie tätig. Sie arbeitete zunächst als Volontärsassistentin, später als wissenschaftliche Mitarbeiterin und als Hilfsassistentin mit Lehrbefugnis. Als der Institutsleiter Gotthard Neumann im Zuge der Entnazifizierung vorübergehend entlassen wurde, oblag ihr gemeinsam mit Gerhard Mildenberger die kommissarische Leitung des Instituts. 1947 wurde die Professur mit Günter Behm-Blancke neu besetzt. Schrickel erhielt nun eine Stelle als Assistentin mit Lehrbefugnis. 1952 erfolgte die Habilitation zum Thema Der Werdegang vorgeschichtlicher Felsgeräte nach den Originalen im Vorgeschichtlichen Museum der Universität Jena und nach der Literatur. Bis 1958 arbeitete sie als Dozentin in Jena. Daneben war sie für die Neuaufstellung des Museums und seiner Sammlung verantwortlich. Weiterhin arbeitete sie als Kreisbodendenkmalpflegerin.
Im April 1958 nahm Schrickel an einer wissenschaftlichen Tagung in der Bundesrepublik Deutschland teil, von der sie nicht wieder in die DDR zurückkehrte. Der Neuanfang im Westen brachte zu Beginn einen Karriereknick mit sich. War sie zunächst für das Rheinische Landesmuseum Bonn auf Ausgrabungen und dann in der Redaktion der Römisch-Germanischen Kommission in Frankfurt am Main tätig, erhielt sie 1961 am Institut für Ur- und Frühgeschichte der Ruprecht-Karls-Universität Heidelberg eine Assistentenstelle, nachdem 1960 ihre Umhabilitation erfolgt war.
1964 wurde sie zur wissenschaftlichen Rätin und 1967 zur außerplanmäßigen Professorin ernannt, wurde aber auf keinen Lehrstuhl berufen. Nach dem Tod des Heidelberger Institutsleiters Vladimir Milojčić im Jahr 1978 übernahm sie seine Aufgaben kommissarisch. Als die Stelle 1980 durch Harald Hauptmann neu besetzt wurde, ging Schrickel vorzeitig in den Ruhestand, führte aber noch bis 2000 ihre Redaktionstätigkeit an den Beiträgen zur ur- und frühgeschichtlichen Archäologie des Mittelmeer-Kulturraums und anderen Publikationen weiter fort.
Ihre letzten Lebensjahre verbrachte Schrickel in Dresden, wo sie wenige Tage vor ihrem 89. Geburtstag verstarb.
Schrickel war korrespondierendes Mitglied der Römisch-Germanischen Kommission des Deutschen Archäologischen Instituts und Ehrenmitglied des Rumänischen Instituts für Thrakologie.

## Schriften
- Deutsche Fürstentöchter in östlichen Herrscherhäusern des Mittelalters (Przemysliden, Piasten, Arpaden). Leipzig 1944 (ebenso Dissertation 1945).
- Der Werdegang vorgeschichtlicher Felsgeräte nach den Originalen im Vorgeschichtlichen Museum der Universität Jena und nach der Literatur. 1952.
- Westeuropäische Elemente im Neolithikum und in der Frühen Bronzezeit Mitteldeutschlands. Teil 1: Text. Bibliografisches Institut, Leipzig 1957. (Digitalisat: urn:nbn:de:bsz:14-db-id18392007153)
- Westeuropäische Elemente im Neolithikum und in der Frühen Bronzezeit Mitteldeutschlands. Teil 2: Katalog. Bibliografisches Institut, Leipzig 1957. (Digitalisat: urn:nbn:de:bsz:14-db-id18392027853)
- Westeuropäische Elemente im neolithischen Grabbau Mitteldeutschlands und die Galeriegräber Westdeutschlands und ihre Inventare. Habelt, Bonn 1966.
- Katalog der mitteldeutschen Gräber mit westeuropäischen Elementen und der Galeriegräber Westdeutschlands. Habelt, Bonn 1966.
- Die Funde vom Wartberg in Hessen. Elwert, Marburg 1969.
- Zur frühgeschichtlichen Tier- und Bandornamentik. Band 1. Gemeinsamkeiten und Unterschiede im fränkischen und alamannischen Gebiet. 1980.
- Solnhofen, Solabasilika und Propstei. Entstehung und Entwicklung eines kirchlichen Zentrums. Gemeinde Solnhofen, Solnhofen 1987.